# Phytomyza wahlgreni
Phytomyza wahlgreni är en tvåvingeart som beskrevs av Ryden 1944. Phytomyza wahlgreni ingår i släktet Phytomyza och familjen minerarflugor. Arten är reproducerande i Sverige. Inga underarter finns listade i Catalogue of Life.